# Комина, Римма Васильевна
Ри́мма Васи́льевна Ко́мина (30 мая 1926, Златоуст — 12 октября 1995, Пермь) — советский и российский литературовед, доктор филологических наук, заведующая кафедрой русской литературы (1957—1973, 1982—1991), редактор газеты «Пермский университет» (1959—1963), декан филологического факультета Пермского университета (1977—1982), автор учебника «Современная советская литература» (1984), одна из ключевых фигур в культурной жизни Перми 1970—1980-х годов.

## Биография
В 1949 году окончила филологический факультет МГУ. Ученица А. А. Белкина и Г. Н. Поспелова. После окончания университета поступила в аспирантуру там же, окончила её в 1952 году. С 1953 по 1956 год — учёный секретарь совета филологического факультета МГУ. Кандидат филологических наук (1955, диссертация «Дилогия К. Федина „Первые радости“ и „Необыкновенное лето“ (особенности стиля)»).
В 1956 году приехала в Молотов, с 7 июля зачислена старшим преподавателем кафедры истории русской литературы историко-филологического факультета Молотовского (Пермского) университета. С 30 августа 1957 года по 2 января 1973 года — заведующая кафедрой (истории) русской литературы филологического факультета Молотовского (Пермского) университета. В то время Р. В. Комина сумела сформировать работоспособный коллектив кафедры, в состав которого вошли известные учёные: профессора С. Я. Фрадкина и Р. С. Спивак, доценты В. К. Шеншин, З. В. Станкеева, М. А. Ганина, Н. В. Гашева, Н. Е. Васильева, Р. Я. Гельфанд, Г. В. Мосягина и др..
В декабре 1959 — октябре 1963 года — редактор газеты «Пермский университет». Под её руководством в 1961 году был выпущен сборник «Студенческая весна», состоящий из стихов и очерков авторов газеты, некоторые из них позже получили известность (Б. Гашев, И. Ёжиков, И. Рейдерман и др.).
С 29 августа 1977 по 10 марта 1982 года — декан филологического факультета Пермского университета. C 10 марта 1982 по 1 сентября 1991 года вновь заведовала кафедрой русской литературы. В 1984 году Р. В. Комина защитила докторскую диссертацию «Художественные тенденции и стилевые течения советской литературы 1950—1970-х гг.», с 1985 года — профессор.
Р. В. Комина оказала влияние на творческую судьбу десятков своих выпускников — пермских филологов, внимательно следила за развитием современной пермской литературы, поддерживала нарождающиеся таланты, отзывалась на все яркие явления в литературной жизни. Духовная поддержка, которую оказывала Р. В. Комина представителям творческой молодёжи Перми, много значила для их становления, духовного роста. По свидетельству современников, она выступала не только как литературный критик, но и как организатор литературного процесса в Перми в 1960—1980-е годы.
Муж — журналист Владимир Воловинский (1928—1999). Дочь — литературовед Марина Воловинская (род. 1962); зять — литературовед Владимир Ширинкин.

### Награды
- Почётный знак «За отличные успехи в области высшего образования СССР».

## Научная деятельность
Как исследователя Р. В. Комину интересовали механизмы функционирования литературного процесса XIX—XX веков, его типологические закономерности, что и стало основной научной темой кафедры русской литературы в 1960—1980-е годы.
Сфера интересов учёного была очень широка: стилевые течения русской литературы XX века, духовная культура Урала; множество публикаций Р. В. Коминой посвящено театральной жизни Перми. В 1950-е годы она организовала первую фольклорную экспедицию в Пермскую область, положив в Пермском университете начало изучению традиционной культуры и фольклора Прикамья. По её инициативе и при её участии был издан сборник «Народные песни Пермского края», вышедший в двух томах в 1966-1968 годах. Этот сборник до сих пор является самым объёмным собранием текстов обрядовой и необрядовой лирики русского населения Прикамья. Работая в университете в те годы, Р. В. Комина стала одной из тех, кто заложил фундамент пермской школы литературоведения.
Р. В. Комина — составитель и редактор ряда сборников и журналов: «Народные песни Пермского края», «Типология литературного процесса», «Вестника Пермского университета» и др.

## Роль в развитии филологического факультета ПГУ
Р. В. Комина во многом способствовала развитию науки на факультете, считая это очень важным; её усилия, предпринимаемые в этом направлении, приносили плоды. Именно в период её руководства защитил докторскую диссертацию один из предыдущих деканов филфака Л. Н. Мурзин (1979). Она обладала аналитическим и быстрым умом, позволяющим ей видеть слабые места, понимать и оперативно разрешать сложные ситуации на факультете; в короткое время она была способна написать любой тематики отчёт, которые тогда во множестве требовали от факультета. Такое тогда делала только она, потому что никто на факультете не мог справиться с такими задачами лучше неё.
Вместе с тем Р. Ф. Комина умело организовывала работу подчиненных, прежде всего сотрудников деканата — замдекана Тамары Ивановны Ерофеевой и методиста Лидии Ивановны Губиной. Благодаря тому, что она сплачивала, организовывала и направляла трудовой коллектив, она могла, отправившись в командировку на длительное время, вполне успешно контролировать работу факультета на расстоянии и оставаться в курсе происходящих событий.

## Основные работы
- Комина Р. В. Приметы времени // Звезда. 1957. 13 дек.
- Генкель М. А., Богословская О. И., Бельский A. A., Комина Р. В. Основные научные направления филологического факультета с 1916 по 1966 гг. // Учен. зап. Пермского ун-та. 1966. Т. 162. (в соавторстве).
- Воловинский В., Комина Р. В. Существует ли пермская литература? // Молодая гвардия. 1967. 16, 19 апр.
- Комина Р. В. Реальные источники оптимизма // Урал. 1967. № 18;
- Комина Р. В. Современник на нашей сцене // Урал. 1976. № 10. С. 170—177
- Комина Р. В. Современная советская литература: художественные тенденции и стилевое многообразие. М.: Высшая школа, 1984. 231 с. , .
- Комина Р. В. Знакомые незнакомцы. Проза молодых: образы и тенденции // Урал. 1977. № 2. С. 177—180.
- Комина Р. В. Пермской области — 50 лет. Пермь, 1989 (в соавторстве с В. Ф. Поповым и И. Н. Новиковой).
- Комина Р. В. Над страницами русской классики. М.: Просвещение, 1991 . 158 с. , .
- Комина Р. В. Романное слагаемое (О природе близости романов М. Булгакова, Б. Пастернака, В. Гроссмана, А. Солженицына) // Типология литературного процесса и творческая индивидуальность писателя. Пермь, 1993. С. 159—172.
- Комина Р. В. Чеховская Россия в произведениях Осоргина // Михаил Осоргин: страницы жизни и творчества: Материалы науч. конф. Пермь, 1994.
- Комина Р. В. Не персонаж для мемуаров… // Ещё волнуются живые голоса…: Воспоминания о С. Ю. Адливанкине. Пермь, 1994.
- Комина Р. В. Мой прекрасный МГУ. Пермь, Пермский университет, 1995 (2016).
- Комина Р. В. Москва. Женщины. Март 53-го: [Из воспоминаний] // Перм. новости. 1996. 7 марта.
- Комина Р. В. Типология хаоса: (о некоторых характеристиках современной литературы) // Вестн. Перм. ун-та. Литературоведение. — Пермь, 1996. — Вып. 1. — С. 74-82.